# Смітфілд (Іллінойс)
Смітфілд (англ. Smithfield) — селище (англ. village) в США, в окрузі Фултон штату Іллінойс. Населення — 191 особа (2020).

## Географія
Смітфілд розташований за координатами 40°28′28″ пн. ш. 90°17′42″ зх. д. / 40.47444° пн. ш. 90.29500° зх. д. (40.474427, -90.294880).  За даними Бюро перепису населення США в 2010 році селище мало площу 1,20 км², уся площа — суходіл.

## Демографія
Згідно з переписом 2010 року, у селищі мешкало 230 осіб у 94 домогосподарствах у складі 68 родин. Густота населення становила 191 особа/км².  Було 105 помешкань (87/км²).
Расовий склад населення:
| - 98,3 % — білих - 0,4 % — корінних американців |

До двох чи більше рас належало 0,9 %. Частка іспаномовних становила 2,6 % від усіх жителів.
За віковим діапазоном населення розподілялося таким чином: 25,7 % — особи молодші 18 років, 53,0 % — особи у віці 18—64 років, 21,3 % — особи у віці 65 років та старші. Медіана віку мешканця становила 41,2 року. На 100 осіб жіночої статі у селищі припадало 96,6 чоловіків;  на 100 жінок у віці від 18 років та старших — 87,9 чоловіків також старших 18 років.
Середній дохід на одне домашнє господарство  становив 45 243 долари США (медіана — 39 375), а середній дохід на одну сім'ю — 50 662 долари (медіана — 48 750). Медіана доходів становила 41 875 доларів для чоловіків та 26 250 доларів для жінок. За межею бідності перебувало 25,1 % осіб, у тому числі 50,0 % дітей у віці до 18 років та 12,8 % осіб у віці 65 років та старших.
Цивільне працевлаштоване населення становило 69 осіб. Основні галузі зайнятості: освіта, охорона здоров'я та соціальна допомога — 29,0 %, транспорт — 17,4 %, роздрібна торгівля — 14,5 %, виробництво — 14,5 %.